# Tónový rozsah

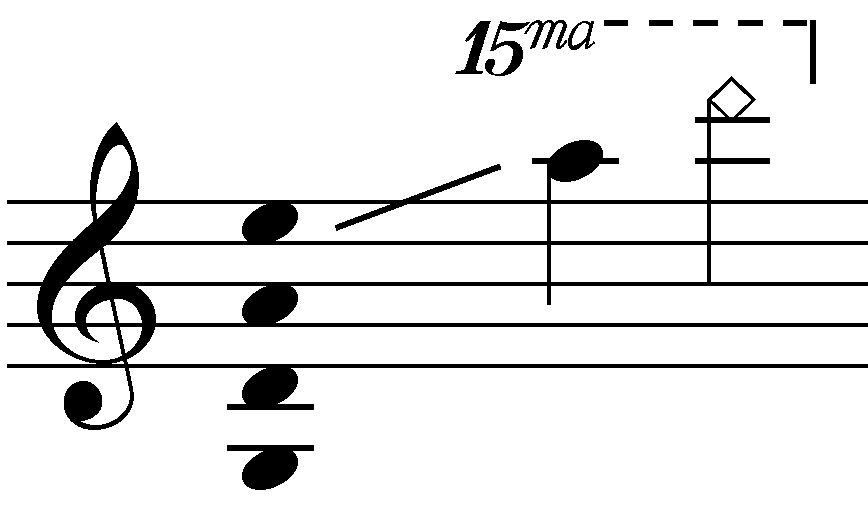
Tónový rozsah houslí

Tónový rozsah (též ambitus) označuje rozdíl mezi nejvyšším a nejnižším tónem hratelným na určitý hudební nástroj.

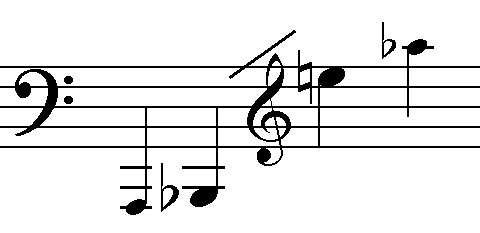
Tónový rozsah fagotu

Různé hudební nástroje mají různě široké tónové rozsahy, od několika tónů v případě tympánů až po celé slyšitelné zvukové spektrum u varhan.
Schémata notového rozsahu používaná na Wikipedii znázorňují nejvyšší a nejnižší tón, který se dá zahrát na určitý nástroj (viz vpravo – na fagot se dají zahrát tóny od kontra b až po g²). Malé noty znamenají, že tónový rozsah může být ještě o něco širší, ale tyto extrémně vysoké popř. nízké tóny se dají zahrát buď jen s velkými obtížemi, nebo jen s modifikovanými nástroji (například s přidanými klapkami).
U strunných nástrojů znázorňuje první akord všechny prázdné struny a hranatá nota nejvyšší používaný flažolet.
- Rozsahy hudebních nástrojů (J. Svoboda, J, Brda, Elektro-akustika do kapsy, Praha: SNTL 1981, tab. 3).